# Хрусцин (Великопольське воєводство)
Хрусцин (пол. Chruścin) — село в Польщі, у гміні Домб'є Кольського повіту Великопольського воєводства.
Населення — 158 осіб (2011).
У 1975-1998 роках село належало до Конінського воєводства.

## Демографія
Демографічна структура станом на 31 березня 2011 року:
|          | Загалом | Допрацездатний вік | Працездатний вік | Постпрацездатний вік |
| -------- | ------- | ------------------ | ---------------- | -------------------- |
| Чоловіки | 81      | 16                 | 52               | 13                   |
| Жінки    | 77      | 12                 | 41               | 24                   |
| Разом    | 158     | 28                 | 93               | 37                   |